# General Urquiza
General Urquiza – stacja metra w Buenos Aires, na linii E. Znajduje się pomiędzy stacją Jujuy, a Boedo. Stacja została otwarta 20 czerwca 1944.